# 雙背絢鯰
雙背絢鯰，為輻鰭魚綱鯰形目鯰科的其中一種，為熱帶淡水魚，分布於亞洲婆羅洲卡普阿斯河流域，體長可達9.1公分，棲息在底層水域，生活習性不明。

## 扩展阅读
維基物種上的相關：雙背絢鯰